# 제주 수산리 곰솔
제주 수산리 곰솔은 대한민국 제주특별자치도 제주시 애월읍 수산리에 있는 곰솔이다. 대한민국의 천연기념물 제441호로 지정되어 있다.

## 개요
곰솔은 나무껍질이 검기 때문에 흑송(黑松)이라 하기도 하며, 바닷가에 많이 자라므로 해송(海松)으로 불리기도 한다.
제주 수산리 곰솔은 북제주군 애월읍 수산리 입구 수산봉 남쪽 저수지 옆에 위치하며 수고 12.5m, 수관폭 24.5m, 수령은 약 400년 정도로 추정된다.
이 곰솔은 마을의 수호목으로서 주민들이 적극 보호하는 등 문화적 가치가 매우 높고, 곰솔의 상부에 눈이 덮이면 마치 백곰이 저수지의 물을 마시는 모습을 연상시킨다.
제주 수산리 곰솔은 1971년부터 제주도 기념물 제8호 수산곰솔로 지정·보호되어 왔는데, 수형이 아름답고 마을 수호목으로서 문화적 가치가 크므로 천연기념물로 승격지정되었다.

## 참고 자료
- 제주 수산리 곰솔 - 국가유산청 국가유산포털